# Quercus exacta
Quercus exacta är en bokväxtart som beskrevs av William Trelease. Quercus exacta ingår i släktet ekar, och familjen bokväxter. Inga underarter finns listade.